# Slag om Muizenberg
De Slag om Muizenberg vond plaats op 7 augustus 1795 in Muizenberg nabij Kaapstad.
De slag was een onderdeel van de strijd tussen het Koninkrijk Groot-Brittannië en de Bataafse Republiek om de hegemonie van de Kaap Kolonie.
De Britse troepen onder leiding van James Henry Craig versloegen in de slag om Muizenberg de Nederlanders van de VOC, waardoor er een einde kwam aan 140 jaar Nederlandse heerschappij van Kaap de Goede Hoop.

## Verloop van de strijd
De Nederlandse troepenmacht van circa 300 man, waaronder naar alle waarschijnlijkheid bijna 200 Khoikhoi en burgermilitie uit de Kaapkolonie werd geleid door kapitein Johan Cloete. De Nederlanders stonden tegenover een enorme overmacht van circa 2.000 Britten, onder andere Royal Marines, soldaten van het regiment '78th Highlanders' en de bemanning van een zestal schepen van de Royal Navy. De Nederlanders hadden zich dicht bij de kust verschanst in geïmproviseerde fortificaties. Door de overmacht van de Britse troepen, die werden ondersteund door dekkingsvuur vanuit de schepen van de Royal Navy, moesten de Nederlanders hun posities al snel opgeven.

## Nasleep
De veldslag zelf was snel beslist, maar de Nederlanders hebben nog ongeveer een maand tegenstand geboden in de streek rondom Kaapstad alvorens zich definitief over te geven. Na de overgave ging de Kaapkolonie over in Britse handen. Bij de Vrede van Amiens in 1803 kreeg het Bataafs Gemenebest de Kaapkolonie weer terug, maar in 1806 kregen de Britten haar definitief in handen na de Slag bij Blaauwberg.